# BR-040
La BR-040 è una strada federale radiale brasiliana che unisce la capitale Brasilia a Rio de Janeiro. Il punto d'origine dell'autostrada è a Brasilia, all'incrocio tra la BR-450 (Via EPIA) e la BR-251 (Via EPCT). La strada termina a Praça Mauá, presso il porto di Rio de Janeiro. La BR-040 attraversa il Distrito Federal e gli Stati di Goiás, Minas Gerais e Rio de Janeiro. È il principale collegamento stradale tra queste parti del Paese. Nel settembre 2009, il tratto di autostrada tra Brasília (DF) e Petrópolis (RJ) è stato denominato Rodovia Presidente Juscelino Kubitschek.
Il tratto compreso tra Petrópolis e Rio de Janeiro è intitolato a Washington Luís, Presidente del Brasile dal 1926 al 1930, noto per aver costruito diverse strade durante il suo mandato, tra cui questo tratto di BR-040.

## Storia
L'attuale BR-040 è stata costruita nell'ambito del Piano Nazionale dei Trasporti nel 1973. La stesura del Piano, nel 1964, stabilì il tracciato della strada tra Brasilia e São João da Barra (Rio de Janeiro). In seguito alla modifica, il tratto tra Belo Horizonte e São João da Barra è diventato parte della BR-356 e il tratto verso Rio de Janeiro, inizialmente parte della BR-135, è stato integrato nel percorso della BR-040.
Prima del 1964, il tratto tra Rio de Janeiro e Belo Horizonte si chiamava BR-3.
Due tratti della BR-040 sono di grande importanza nella storia delle strade del Paese. Quello tra Petrópolis e Juiz de Fora era la Estrada União e Indústria, la prima strada federale brasiliana inaugurata il 23 giugno 1861 dall'imperatore Pietro II. È stata sostituita dall'attuale Rio-Juiz de Fora nel 1980. Il tratto Rio-Petrópolis, noto come Rodovia Washington Luís, fu inaugurato il 25 agosto 1928 dal Presidente della Repubblica Washington Luís e fu asfaltato, primo caso in Brasile, tre anni più tardi.
L'ultimo tratto della BR-040, tra Juiz de Fora e Rio de Janeiro, è stato concesso a una società privata nel 1996.

## Percorso
La BR-040 possiede due carreggiate nei tratti compresi tra Brasilia e Luziânia (GO) e tra l'intersezione con la BR-135 (a nord di Juiz de Fora) e Rio de Janeiro.

## Galleria d'immagini

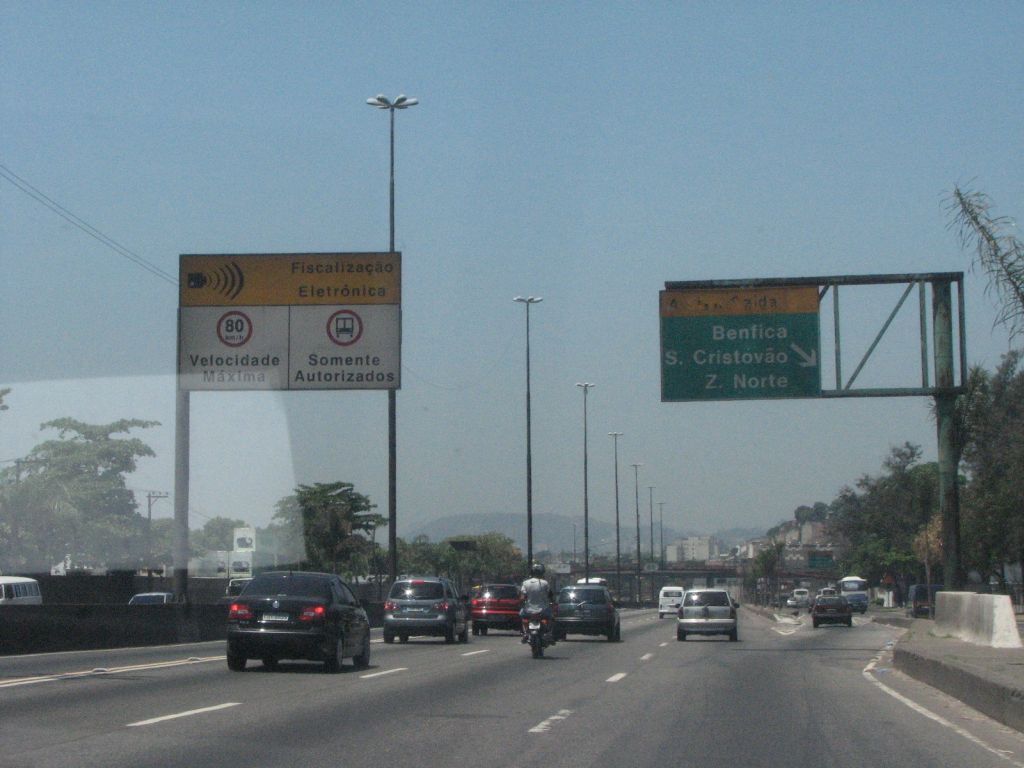
BR-040 all'ingresso a Rio de Janeiro.
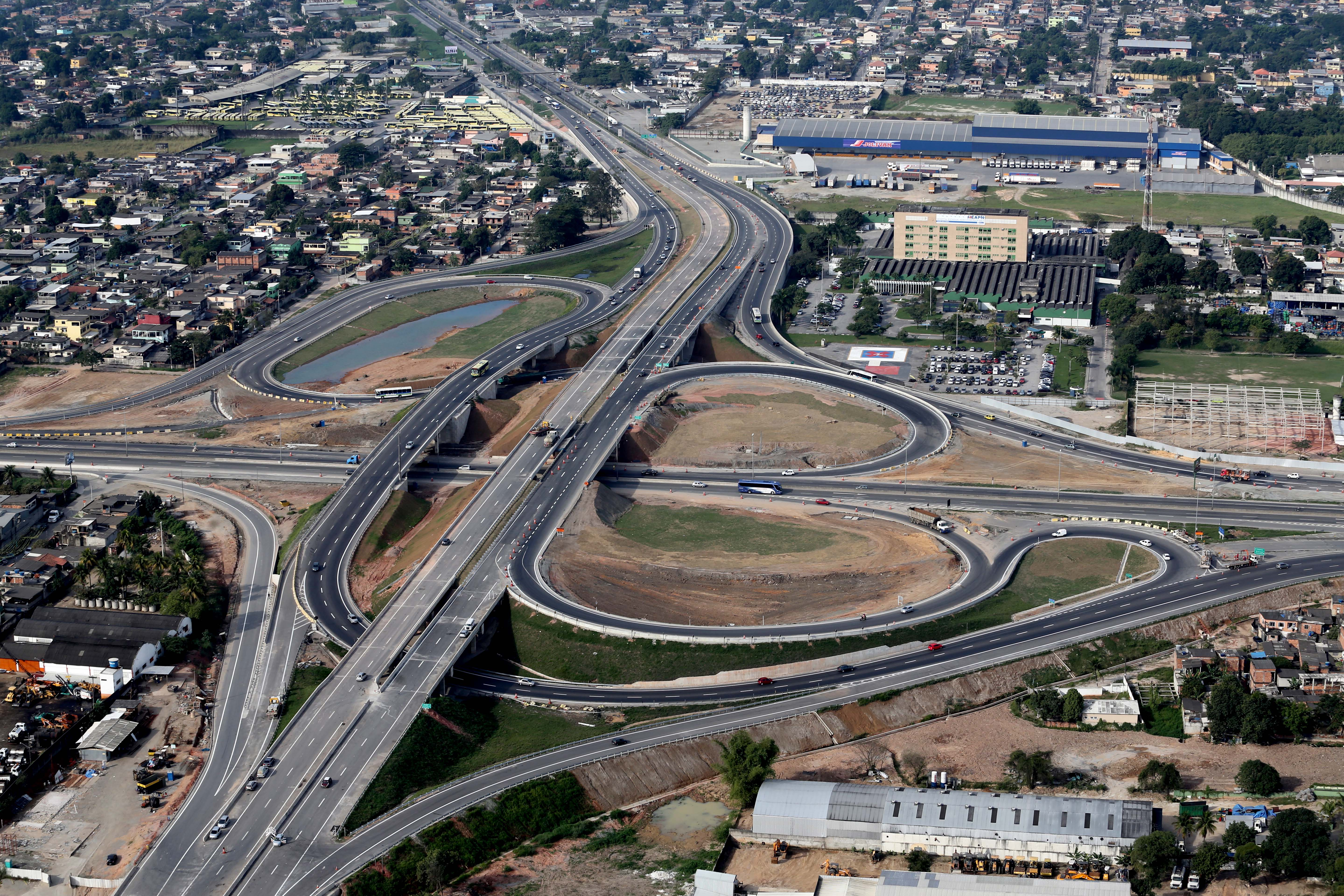
Arco metropolitano di Rio de Janeiro l'intersezione con la BR-040.
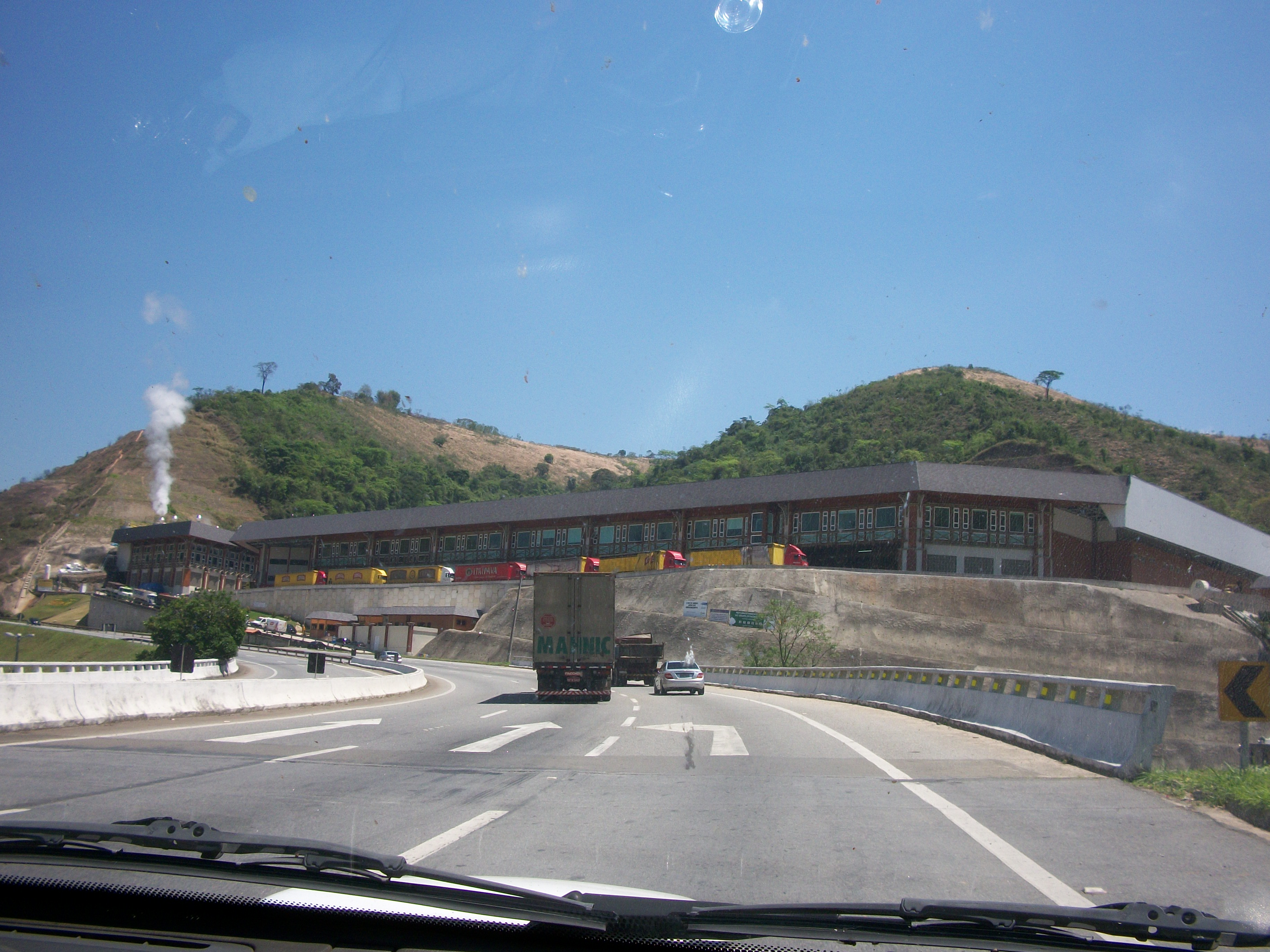
BR-040 nel quartiere di Pedro do Rio (a Petrópolis), nei pressi del birrificio del Grupo Petrópolis.
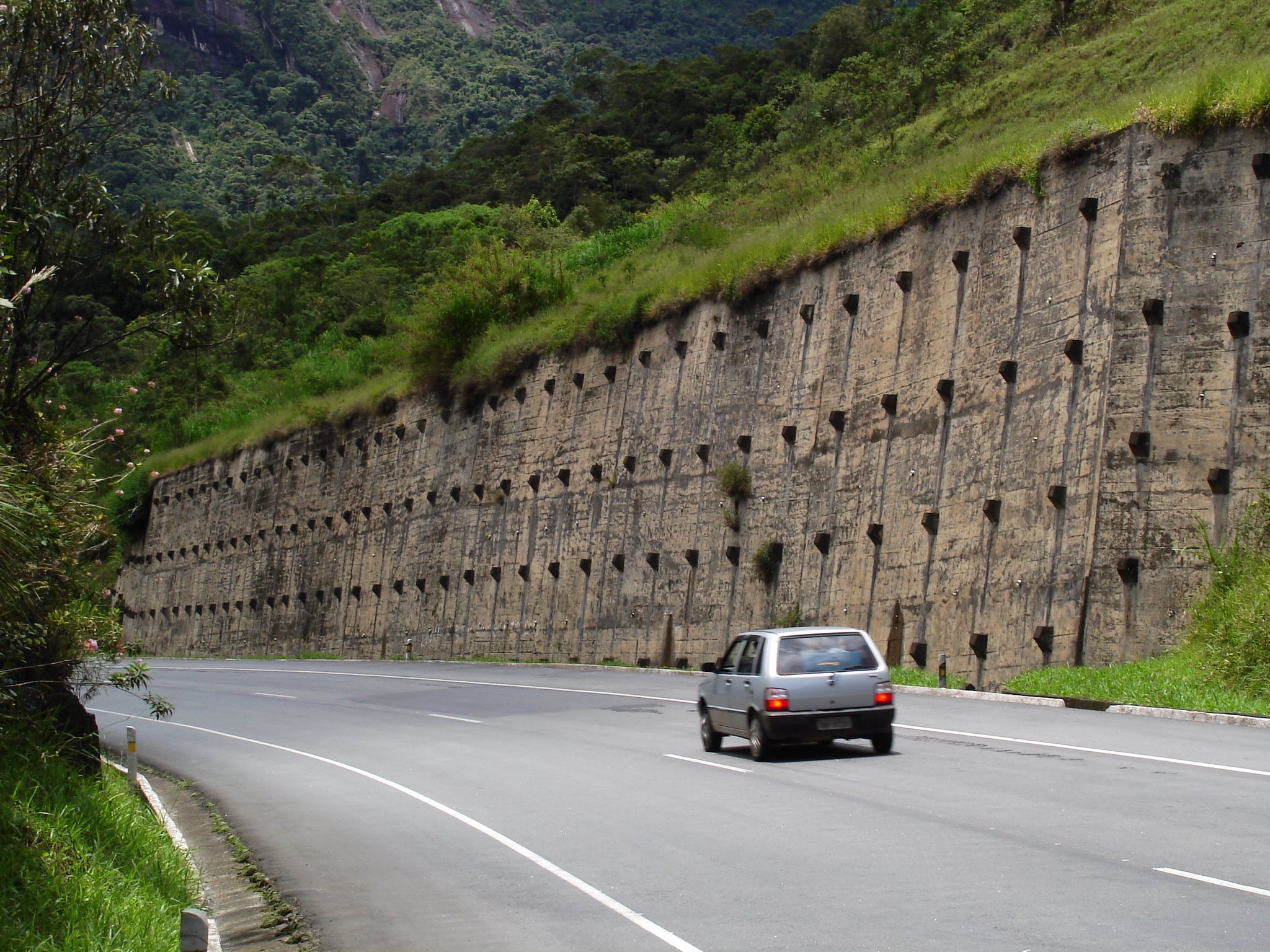
Section de BR-040 nelle montagne di Rio de Janeiro.
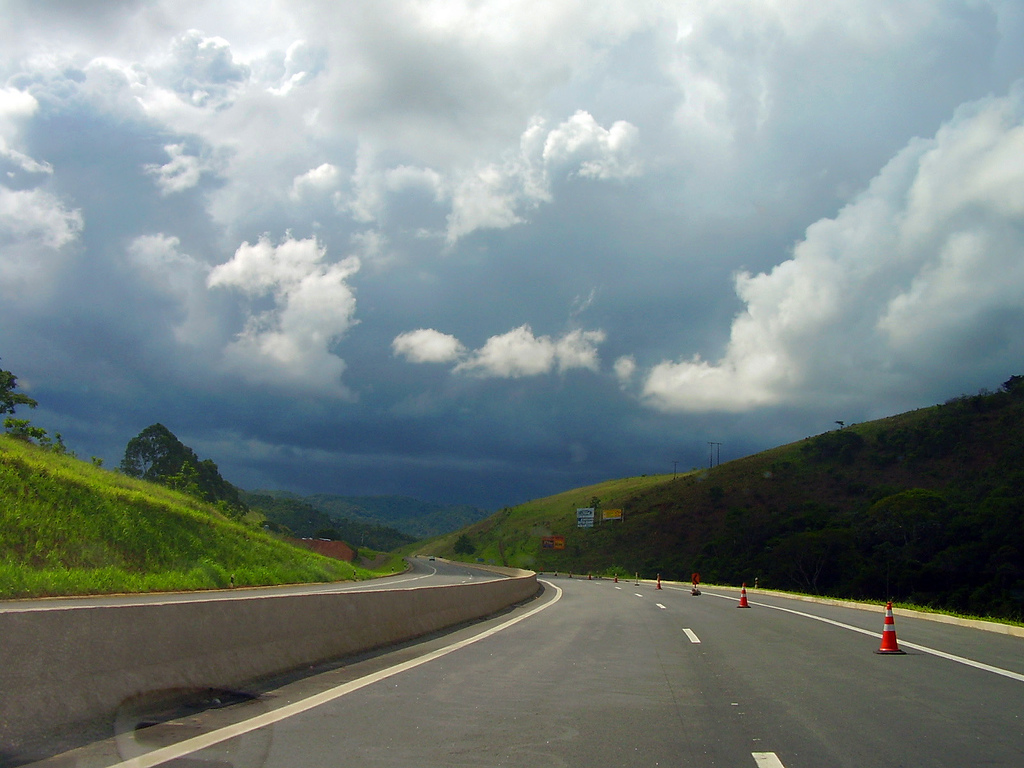
BR-040 nei pressi di Juiz de Fora, Minas Gerais.
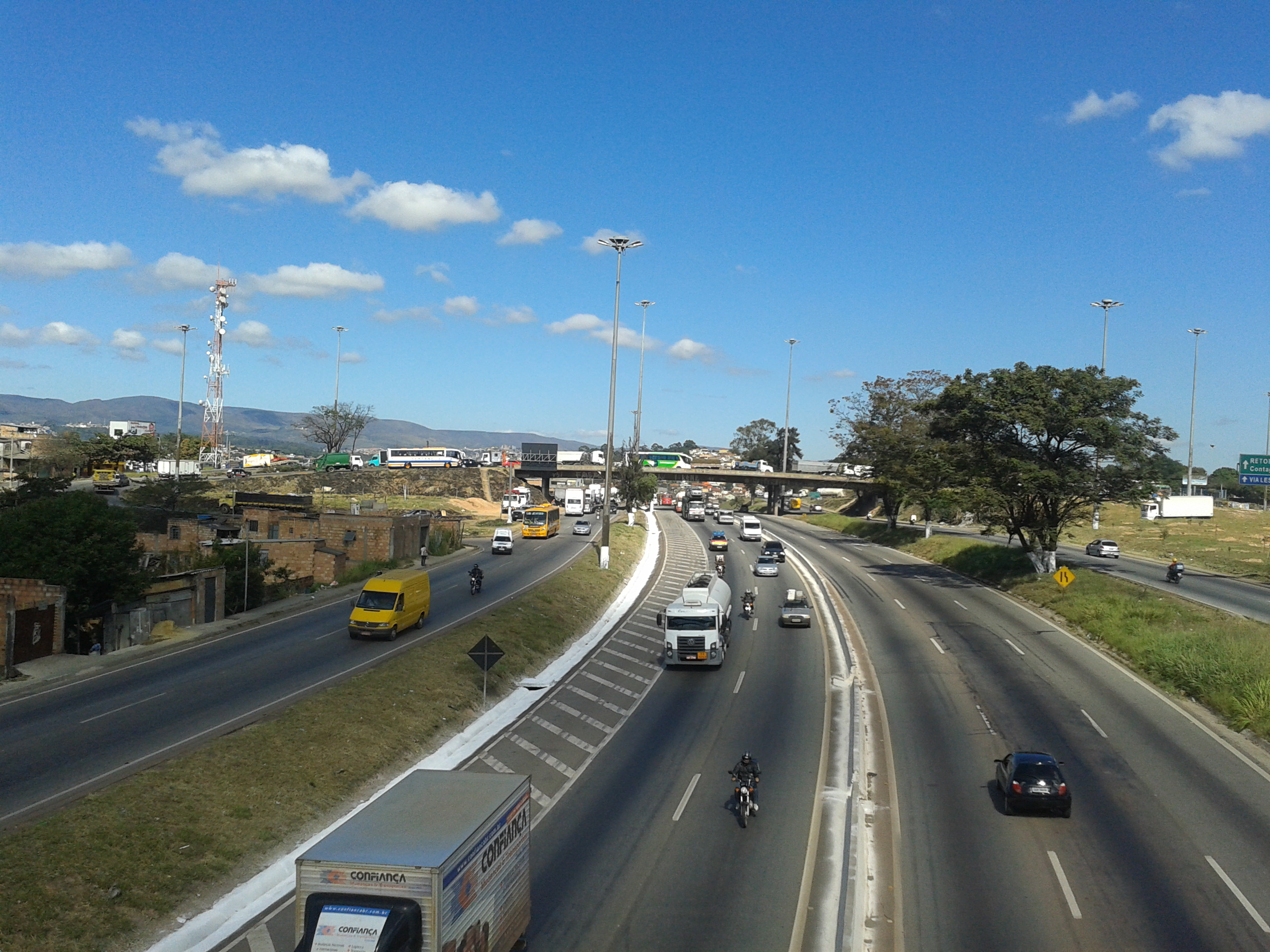
Tangenziale Celso Mello Azevedo, nel Grande Belo Horizonte, nel tratto verso la sezione Belo Horizonte-Rio de Janeiro.
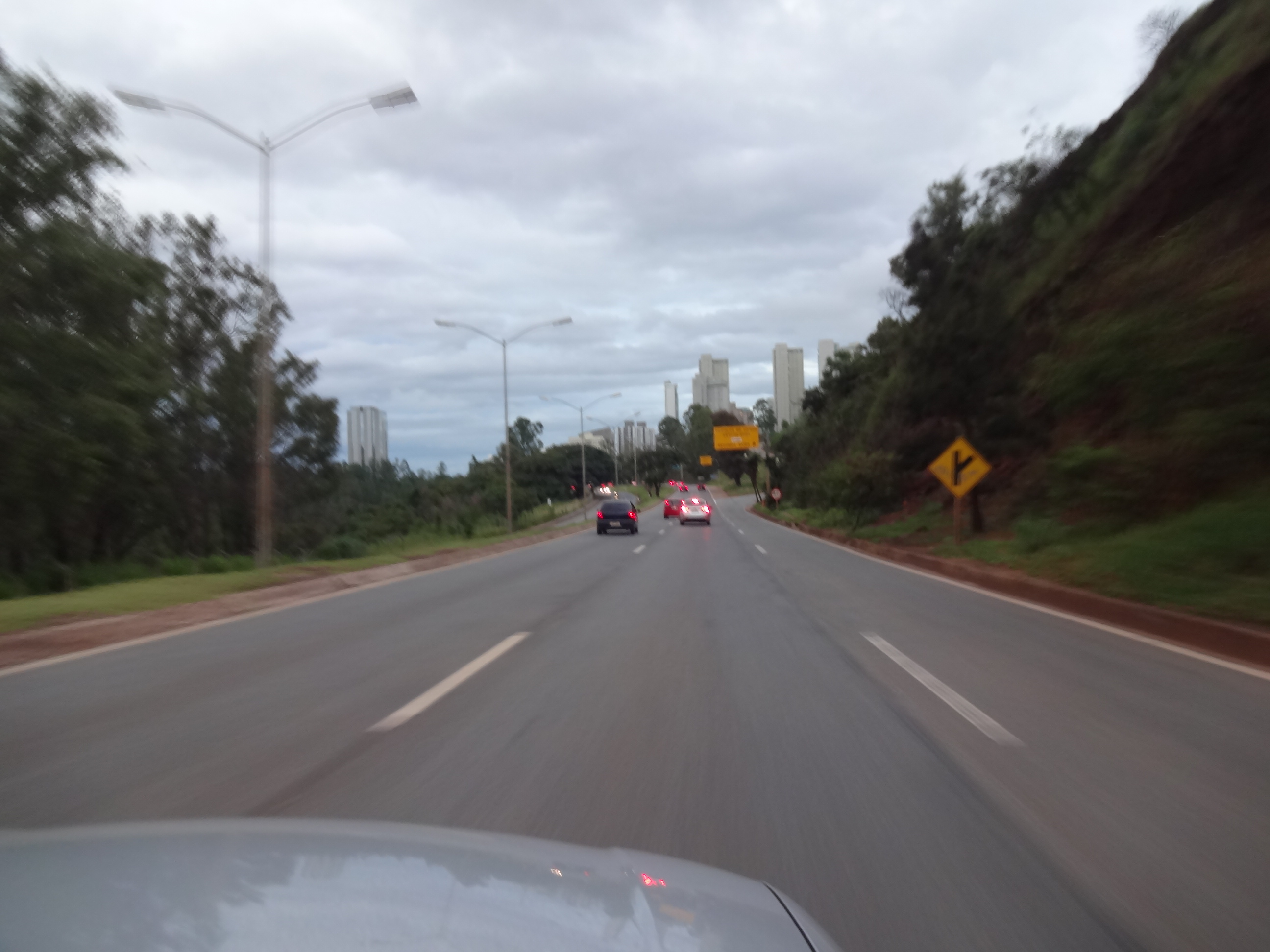
Automobile a sud di Nossa Senhora do Carmo (BR-040), a Belo Horizonte.
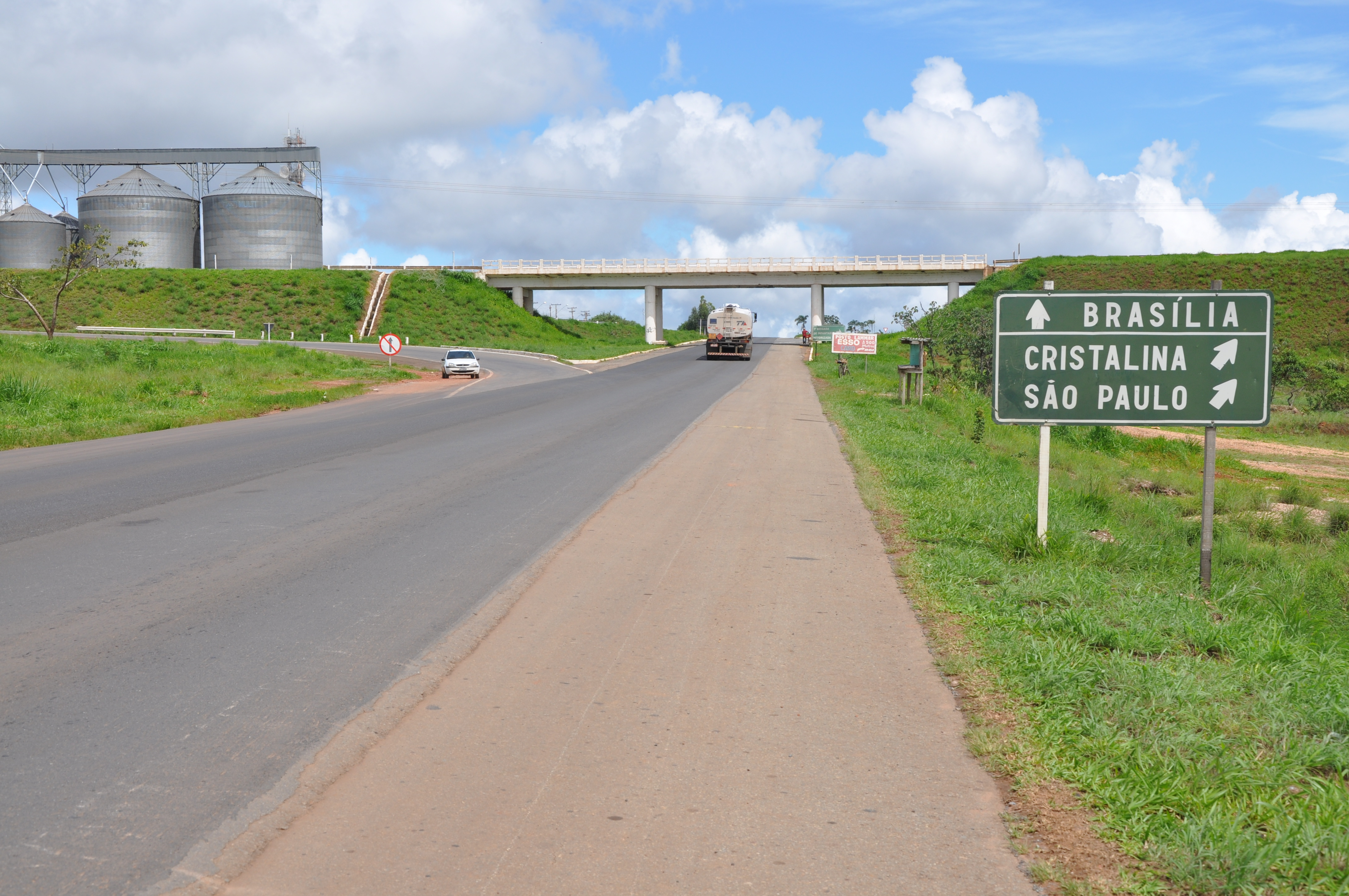
Intersezione della BR-040 con la BR-050 a Cristalina, Goiás.
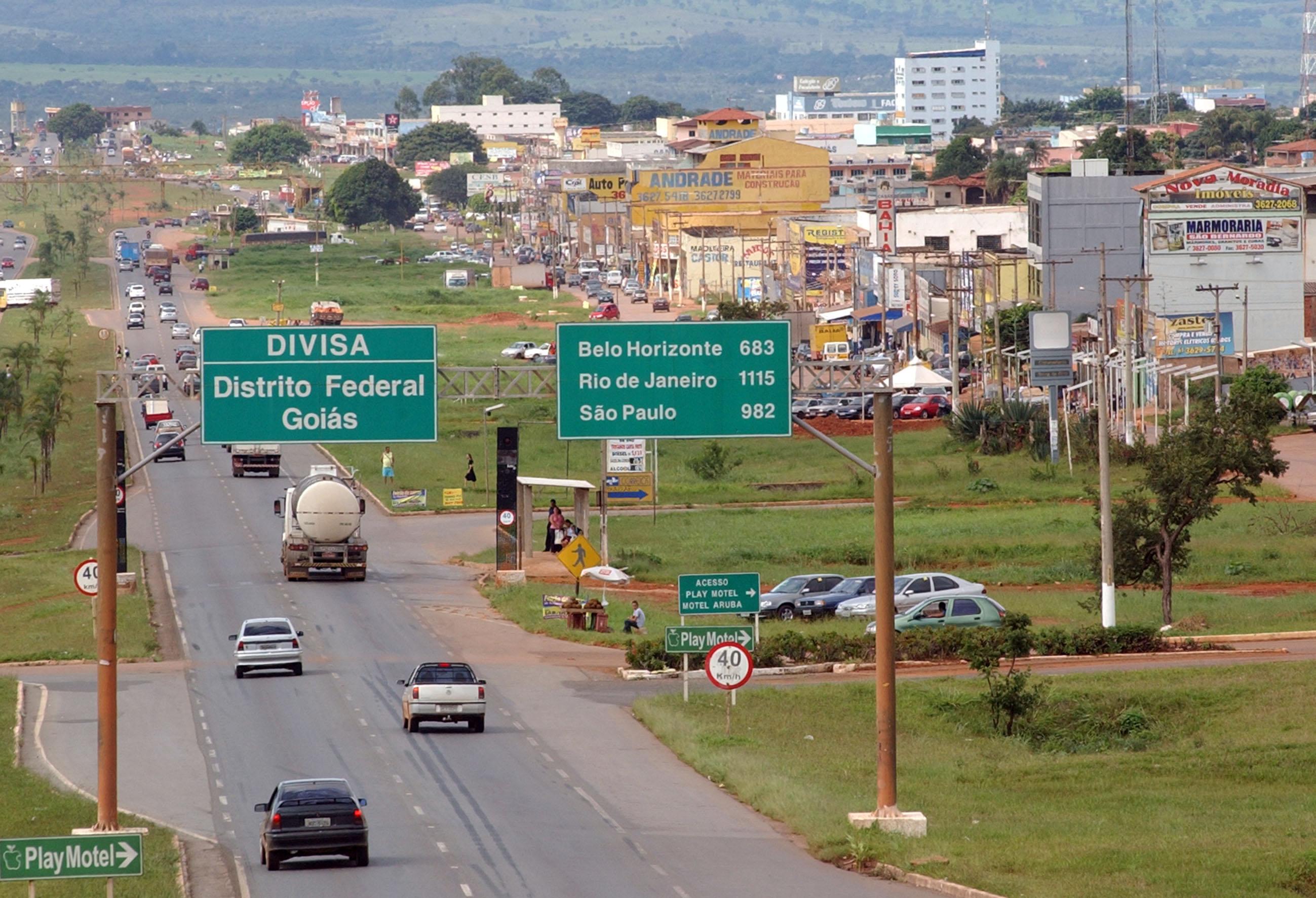
Raccordo d'intersezione con la BR-050, nei pressi Valparaíso de Goiás, al confine tra il Distrito Federal e il Goiás.